# 荒川連続自転車通り魔殺傷事件
荒川連続自転車通り魔殺傷事件（あらかわれんぞくじてんしゃとおりまさっしょうじけん）とは、1959年（昭和34年）1月に発生した連続通り魔殺傷事件である。
1974年に犯人特定・逮捕には至らないまま公訴時効が成立し、未解決事件となった。

## 事件の概要
1959年1月27日の夕方、東京都荒川区内において、黒っぽい皮のジャンパーを着て自転車に乗った、15,6歳と見られる少年による連続通り魔事件が発生した。被害者は追い抜かれざまに刃物で胸を刺されていた。この日のおよそ1時間の間に、8歳の女児を含む10名の若い女性が被害にあい、そのうちの16歳の少女が死亡した。
そしてこの捜査の過程で、1月21日ごろから当日に至るまでに、同一の手口で襲われた被害者がさらに10名ほどいることが判明した。
警察による厳重な警戒の中、1月30日にも同種の事件が発生し、さらに、被害者宅に「あまり騒ぐな」と脅迫する手紙が送りつけられていたことが明らかになると、近隣の住民らは恐怖におびえ、個人行動を避けたり自警団を組織するなどの自衛策をとる者もいた。

## 警察の捜査
犯行時間は、いずれも午後5時から8時前であった。また目撃者の証言から、犯人は黒っぽいジャンパーを着た16歳前後の就労している少年のようであったとの情報を得たため、同地区の有職者で非行歴のある少年に的を絞って聞き込みを開始。さらに近所にこのような手配書を配って情報提供を求めた。
- 最近、急に服装をかえた者
- 新聞を読みあさっている者
- この事件を非常に気にしている者
- その後の行動がそわそわしている者
- 急に無口になったり、様子がかわった者
- 事件後、姿が見えなくなった者

その中で、自営業の三男（当時17歳）が捜査線上に浮上し、2月5日未明、重要容疑者として取り調べを受ける。しかし、その日の早朝にはシロと断定された。商店の人がただ配達をしているだけで、「あいつではないか」と噂したに過ぎない程度の情報も多かった。自営業の三男と同姓の少年が通り魔と疑われ、帰郷する汽車の中で自殺未遂を図っている。
結局、犯人特定・逮捕には至らないまま、1974年に公訴時効を迎えた。